# Parque de la Amistad (Tijuana)
El Parque de la Amistad es un parque urbano localizado en la delegación Otay Centenario, en Tijuana, Baja California. Fue inaugurado el 26 de julio del 1978, por el presidente municipal Xicoténcatl Leyva Mortera. Tiene una extensión de 22.3 hectáreas y destaca por ser un parque cercano a la Garita Internacional Otay,  
El parque ha sido sede de eventos deportivos locales, como seriales atléticos delegacionales y más recientemente, la gran final municipal del delegacional de bicicrós 2022.

## Historia
El lugar donde se encuentra ubicado el Parque de la Amistad era llamada por los pobladores kumiai como "otai", que significa "cepillo"; "Tou-ti" que significa "montaña grande"; o "etaay" que significa "grande". 
En 1976 se formaron los fraccionamientos “Constituyentes” y “Ciudad Industrial”, autorizados a Promotora del Desarrollo Urbano, S.A. (PRODUTSA) ; en 1978 el “Otay Jardín”, a Rubén Corral Rascón y Jorge Alfonso Best Moreno; el siguiente año el “Nuevo Tijuana” y el “Indeco-Universidad”, al Instituto de Vivienda del Estado. Ante el crecimiento poblacional, se comenzó la construcción del parque municipal, inaugurado en 1978. En 1998, su operación pasa al Sistema Municipal de Parques Temáticos de Tijuana (SIMPATT).
En mayo de 2021, sufrió un cierre temporal debido a la contaminación de su lago artificial, a causa de desechos industriales. Tras una revisión, la Comisión Estatal de Servicios Púbicos (Cespt) determinó que Bio Regeneradora de Baja California (BIOR) y Baja Waste Water Solution fueron dos de las empresas implicadas en la contaminación del lago. Posteriormente, publicaron que tras un estudio enviado al laboratorio ABC Química Investigación y Análisis, S.A. de C.V., se indicó que "no existen concentraciones de oxígeno disuelto que generen un daño mortal para el hábitat del parque, y que el color anaranjado detectado se trata de “sulfato de hierro” un compuesto químico inorgánico".

## Flora y fauna
En él se encuentra un lago artificial, de 4 hectáreas al que llegan diversas aves migratorias como pelícanos, grullas y patos; entre las especies acuáticas que habitan en él destacan lobina, carpa y bagres. 
|         |
| Ardilla |

|        |
| Conejo |

|      |
| Pato |

|                    |
| Palma Washingtonia |

|         |
| Grullas |

|                        |
| Sicómoro de California |

|           |
| Pelicanos |

|        |
| Bagres |

## Sitios de interés
Entre las amenidades que tiene el parque, hay 12 kioscos, 4 palapas con asadores, que los visitantes utilizan para realizar eventos sociales. 
En el ámbito deportivo, se cuenta con un circuito de 2.5 km de longitud alrededor del parque. Así mismo se tiene un área de patinaje, siendo el primer skate park de la ciudad.
En septiembre de 2016 inició operaciones Méliès Autocinema, el primer autocinema en Tijuana desde hacía décadas. Se encuentra en el estacionamiento del parque.